# Lomaita
Lomaita là một chi nhện trong họ Linyphiidae.